# فورتنايت: سيف ذا وورلد
فورتنايت: سيف ذا وورلد (بالإنجليزية: Fortnite: Save the World)‏ هي لعبة فيديو من تطوير ونشر إيبك غيمز، صدرت في 29 يونيو 2020 وتعمل على أجهزة ويندوز، ماك أو إس، إكس بوكس ون وبلاي ستيشن 4.